# Murray MacLehose
Crawford Murray MacLehose, barone MacLehose di Beoch (Glasgow, 16 ottobre 1917 – Ayrshire, 27 maggio 2000), è stato un politico e diplomatico britannico.

## Biografia
Era il secondo figlio di Hamish Alexander MacLehose, e di sua moglie, Margaret Bruce Black. Frequentò la Rugby School e il Balliol College.

## Carriera
Fu capo di gabinetto di George Brown alla fine del 1960. Nel 1967 venne nominato ambasciatore in Vietnam. Nel 1969 venne nominato ambasciatore in Danimarca.
MacLehose divenne governatore di Hong Kong nel mese di novembre 1971 fino al maggio 1982, facendo del suo incarico come il più longevo. Era ampiamente e affettuosamente conosciuto come "Jock il Sock", in riferimento sia alla sua eredità scozzese e al suo nome, ' hose ' una vecchia parola che significa calzino o stoccaggio. Evitò di indossare l'uniforme governatoriale, siccome si sentiva molto a disagio con essa.
MacLehose introdusse una vasta gamma di riforme durante il suo mandato, che ha gettato le basi della moderna Hong Kong. Aveva riconosciuto il cinese come lingua ufficiale accanto all'inglese. Ha creato un programma di edilizia residenziale pubblica di massa. Ha sradicato la corruzione, con la creazione del ICAC.

## Morte
Nel 1982 è stato nominato barone MacLehose di Beoch. Morì a Ayrshire il 27 maggio 2000.